# Північноамериканський тихоокеанський час

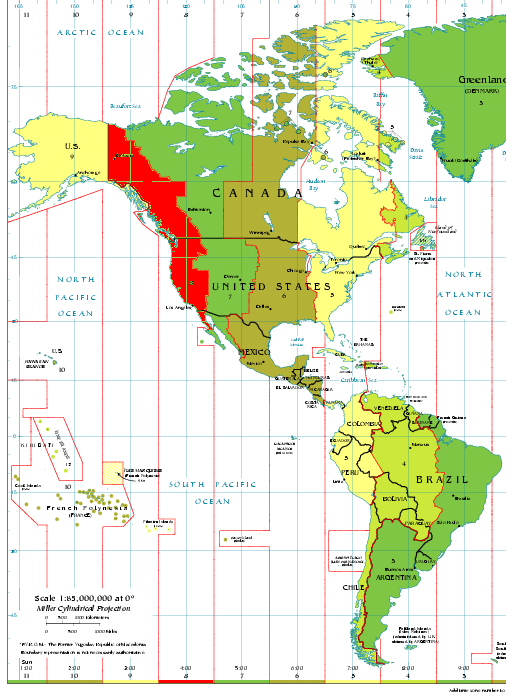
PST або UTC-8

Північноамериканський тихоокеанський час — часовий пояс на заході Північної Америки.
Відмінність північного тихоокеанського часового поясу від універсального координованого часу становить 8 годин (UTC-8, тобто з Києвом -10 годин).  Час в цьому часовому поясі базується на середньому сонячному часі 120° меридіану на захід від Королівської Обсерваторії в Гринвічі.  Протягом літнього часу, відмінність становить 7 годин UTC-7.
В Сполучених Штатах та Канаді цей часовий пояс зазвичай називають англ. Pacific Time (PT). А саме, протягом зими, він має назву англ. Pacific Standard Time (PST), та англ. Pacific Daylight Time (PDT) протягом літа.